# تطور الثدي
 تطور الثدي (بالإنجليزية: mammogenesis)‏ هو عملية معقدة بيولوجية تحدث خلال حياة الأنثى. حيث تمر عبر عدة مراحل، بما في ذلك تطور ما قبل الولادة، وسن البلوغ، والحمل. عند سن اليأس، يتوقف نمو الثدي ويحدث ضمور للثديين. هذه العملية تؤدي إلى ظهور عضو بارز على الصدر يعرف باسم الثدي في الرئيسيات، والذي له دور في إظهار بعض السمات الجنسية كما أنه يعمل كغدة لإفراز اللبن والهرمونات. يدخل في هذه العملية مجموعة متنوعة من الهرمونات، وعوامل النمو، وأهمها: هرمون الاستروجين، والبروجسترون، والبرولاكتين، وهرمون النمو.

## الكيمياء الحيوية

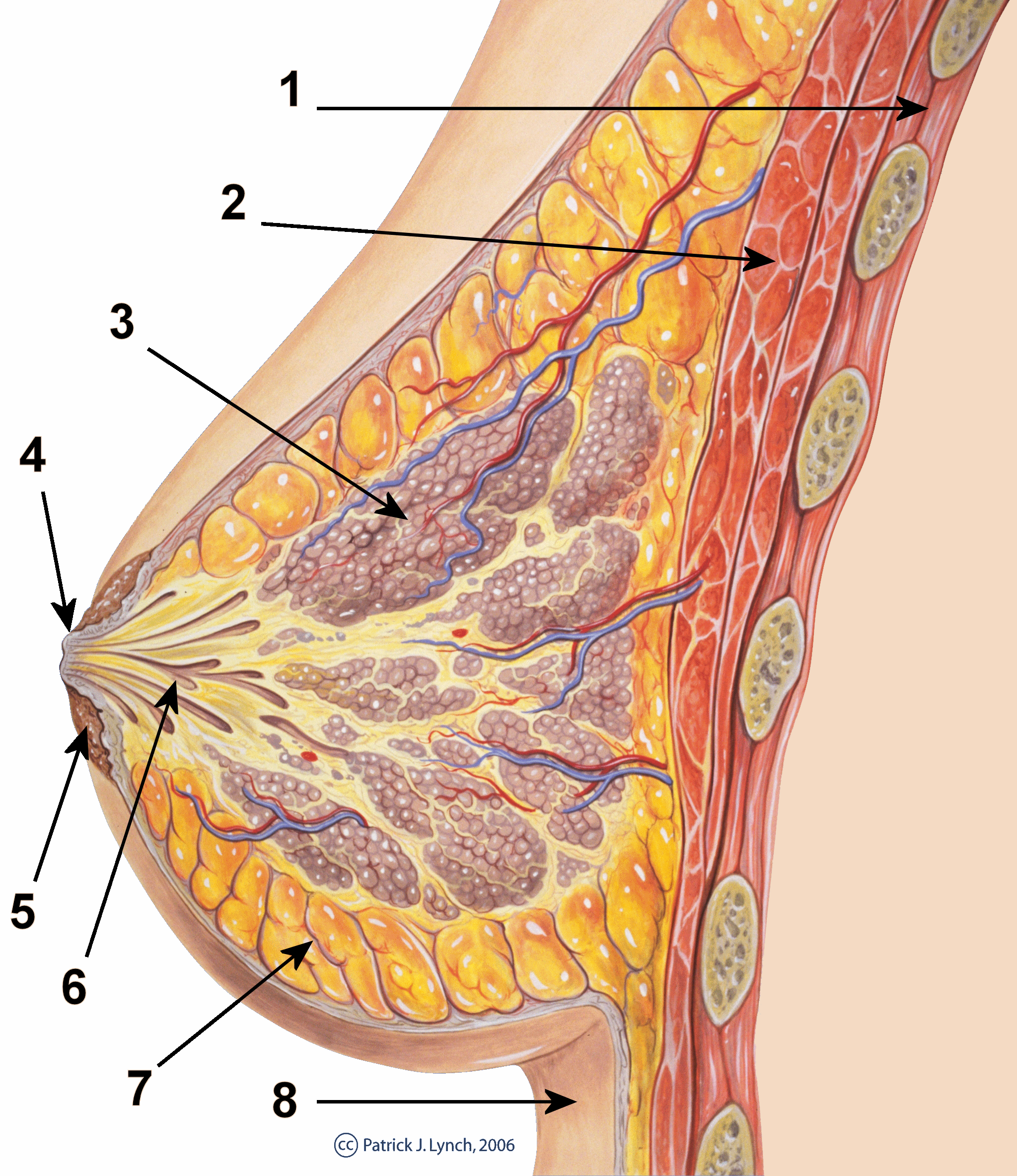
قطاع عرضي في الغدد الثديية.

1. جدار الصدر
2. عضلة صدرية كبيرة
3. فص
4. حلمة
5. هالة
6. نسيج دهني
7. جلد الإنسان

### الهرمونات
العوامل الرئيسية لتطور الثدي هي من الهرمونات الستيرويدية؛ الإستروجين والبروجسترون، وهرمون النمو (GH)، عامل النمو شبيه الانسولين-1 (IGF-1)، والبرولاكتين. وتحفز هذه الهرمونات نشاط عوامل النمو، مثل EGF، IGF-1، EGF ، IGF-1، وعوامل نمو الأرومة الليفية (FGF)، والتي بدورها لها أدوار محددة في نمو الثدي ونضجه.
عند سن البلوغ، يبدأ إفراز الهرمون المحفز للغدد التناسلية (GnRH) بطريقة نابضة، من تحت المهاد. هذا الهرمون، بدوره، يحفز إفراز الهرمونات الجنسية؛ الهرمون المنبه للجريب (FSH)، والهرمون الملوتن (LH)، من الغدة النخامية. تنتقل هذه الهرمونات إلى المبيضين خلال مجرى الدم وتسبب إفراز هرمون الاستروجين والبروجستيرون، ويتم إطلاقهم في الجسم بكميات متغيرة مع كل دورة شهرية. هرمون النمو (GH)، الذي يفرز من الغدة النخامية، وعامل النمو شبيه الانسولين-1 (IGF-1)، والذي يتم إنتاجه في الجسم استجابةً للـGH ، هي هرمونات تساعد على النمو. خلال مرحلة ما قبل الولادة، والرضاعة، والطفولة، تكون مستويات GH وIGF-1 منخفضة، ولكنها تزداد تدريجيًا وتصل إلى ذروتها عند البلوغ، حيث تحدث زيادة 1.5 إلى 3 أضعاف في إفراز هرمون النمو النابض و3 أضعاف أو أكثر في مستويات IGF-1 في هذا الوقت. في أواخر مرحلة المراهقة ومراحل البلوغ المبكر، تنخفض مستويات GH وIGF-1 بشكل ملحوظ، وتستمر في الانخفاض طوال بقية الحياة. وقد وجد أن كلاً من هرمون الاستروجين وهرمون النمو (GH) ضروريان لنمو الثدي عند البلوغ- ففي غياب أي منهما، لن يحدث أي تطور. علاوة على ذلك، وجد أن معظم دور هرمون النمو في نمو الثدي يكون من خلال تحفيز إفراز IGF-1، والذي بدوره يقوم بإنقاذ نمو الثدي في غياب هرمون النمو. يحدث تحفيز IGF-1 وإفرازه من قبل هرمون النمو في جميع أنواع الأنسجة في الجسم تقريبًا، ولكن بشكل خاص في الكبد، الذي يمثل مصدر 80٪ تقريبًا من IGF-1 الموجود بالجسم. على الرغم من أن IGF-1 مسؤول عن معظم دور هرمون النمو في التوسّع في نمو الثدي، فقد وجد أن هرمون النمو نفسه يلعب دورًا مباشرًا إضافيًا أيضًا، لأنه يزيد من تعبير مستقبلات هرمون الاستروجين (ER) في الثدي، في حين أن IGF-1، على النقيض من ذلك، وجد أنه لا يفعل ذلك.
تطور الثديين خلال مرحلة ما قبل الولادة تكون مستقل وغير معتمدة على الجنس البيولوجي والهرمونات الجنسية. خلال مراحل التطور الجنيني، يتم توليد براعم الثدي، التي تتكون فيها شبكات من الأنابيب، التي تتكون من الأديم الظاهر. ستصبح هذه الأنابيب البدائية في النهاية عند النضج هي القنوات اللثوية أو القنوات اللبنية، التي تربط نسيج الثدي (حِزَم «اللبن»)، بعناقيد تشبه العنب في (الحويصلات الثديية)، وتحمل اللبن إلى الحلمتين. حتى سن البلوغ، تبقى شبكات الأنابيب في براعم الثدي بدائية وخاملة، حيث لا تظهر أي فروق بين ثدي الذكر والأنثي. خلال فترة البلوغ في الإناث، فإن الإستروجين، بالتزامن مع GH / IGF-1، ومن خلال تفعيل مستقبلات هرمون الاستروجين ألفا (ERα) على وجه التحديد، يسبب نمو وتحويل الأنابيب الصغيرة إلى نظام الأقنية الناضجة للثديين. تحت تأثير الإستروجين، تنبت القنوات وتستطيل، ويتكون لها براعم نهاية طرفية (TEBs)، تخترق طبقة الدهون وتتفرع. يستمر هذا حتى تتشكل شبكة تشبه الشجرة من القنوات المتفرعة، والتي تنغمس وتملأ طبقة الدهون بأكملها في الثدي. بالإضافة إلى دوره في التوسط في تطوير القنوات، يتسبب الاستروجين في نمو النسيج اللحظي والأنسجة الدهنية لتتراكم، وتزيد في الحجم.
يؤثر البروجسترون، بالتزامن مع GH / IGF-1 بالمثل كالاستروجين، على نمو الثديين خلال فترة البلوغ وبعد ذلك أيضًا. إلى حد أقل من الإستروجين، يساهم البروجسترون في تطوير القنوات في هذا الوقت، وكما يتضح من نتائج التجارب علي الفئران التي عولجت بمضادات مستقبلات البروجسترون (ميفيبريستون)، حيث حدث تأخر (وإن كانت طبيعية في نهاية المطاف، بسبب عمل الاستروجين من تلقاء نفسه) في نمو القنوات خلال سن البلوغ، وتم التأكد أن البروجسترون يحث على نمو القنوات من تلقاء نفسه في الغدة الثديية بشكل رئيسي عن طريق حث وإفراز (amphiregulin)، وهو عامل النمو نفسه الذي يدفع الأستروجين في المقام الأول إلى التوسط في عمله على تطوير القنوات. ومع ذلك، فإن الحويصلات البدائية فقط تتطور استجابة لمستويات ما قبل الحمل من البروجسترون والإستروجين، وتستمر في التطور حتى يحدث الحمل، إذا حدث ذلك. بالإضافة إلى GH / IGF-1، فإن هرمون الاستروجين ضروري للبروجسترون للتأثير على الثديين، حيث أن الإستروجين يعمل علي الثديين عن طريق حث التعبير علي مستقبل البروجسترون (PR) في النسيج الظهاري للثدي.
خلال الحمل، يحدث نمو ونضوج الثدي بشكل واضح ونضوج من أجل الاستعداد للرضاعة. يزداد مستويات هرمون الاستروجين والبروجيسترون بشكل كبير،  حتي يصل في أواخر الحمل إلي مستويات تكون أعلى مئات الأضعاف من مستويات الدورة الشهرية المعتادة. يسبب الاستروجين والبروجستيرون إفراز مستويات عالية من البرولاكتين من الغدة النخامية الأمامية، والتي تصل إلى مستويات أعلى 20 مرة من مستويات الدورة الشهرية العادية. كما يرتفع مستوى IGF-1 وIGF-2 بشكل كبير أثناء الحمل، بسبب إفراز هرمون النمو (PGH) من المشيمة). أثناء الحمل يحدث مزيد من تطور ونمو القنوات اللبنية، عن طريق الاستروجين، مرة أخرى بالتزامن مع GH / IGF-1. بالإضافة إلى ذلك، فإن الأستروجين، والبروجسترون (مرة أخرى على وجه التحديد من خلالPRB)، والبرولاكتين، بالاقتران مع GH / IGF-1، وكذلك عامل النمو الشبيه بالإنسولين 2 (IGF- 2)، يعملون معاً، في استكمال تطوير ونمو القنوات والحويصلات في الغدد الثديية أثناء الحمل. بالإضافة إلى دوره البرولاكتين في نمو القنوات والحويصلات، فإنه أيضاً يعمل على زيادة حجم الحلمة أثناء الحمل. وبحلول نهاية الشهر الرابع من الحمل، يكون الثديان على أتم الاستعداد للرضاعة.
أيضاً يلعب كل من الأنسولين، والجلوكوكورتيكويد مثل الكورتيزول (ومعها الهرمون الموجه لقشر الكظر (ACTH))، وهرمونات الغدة الدرقية (و معها الهرمون المنبه للدرقية (TSH) والهرمون المطلق لموجهة الدرقية (TRH))، أدوارًا مبسّطة ولكن غير مفهومة بشكل جيد / ضعيفة في نمو الثدي أثناء فترة البلوغ والحمل، ولكنها مطلوبة للتطوير الوظيفي الكامل. كما وجد أن اللبتين هو عامل هام في نمو الغدة الثديية، حيث وجد أنه يعمل علي تعزيز انتشار الخلايا الظهارية الثديية.
على النقيض من الهرمونات الجنسية المرتبطة بالإناث؛ الإستروجين والبروجسترون، وجد أن الهرمونات الجنسية المرتبطة بالذكور؛ الأندروجينات، مثل التستوستيرون وديهدروتستوستيرون (DHT)، تعمل علي معاكسة عمل الاستروجين في الثديين. حيث أنها تعمل من خلال الحد من التعبير عن مستقبلات هرمون الاستروجين في أنسجة الثدي. في غياب النشاط الذكوري، كما هو الحال في النساء ذوات متلازمة عدم حساسية الأندروجين الكاملة [CAIS]، فإن المستويات المتواضعة من الإستروجين (50 بيكوغرام / مل) قادرة على التوسُّع في نمو الثدي بشكل كبير، حيث يظهر هؤلاء المرضي بأحجام كبيرة للثدي. المزيج من المستويات العليا من الأندروجينات (حوالي 10 أضعاف أكثر) والمستويات الأقل بكثير من الاستروجين (حوالي 10 أضعاف أقل)، بسبب المبيضين في الإناث التي تنتج كميات كبيرة من هرمون الاستروجين ولكن كميات منخفضة من الأندروجينات والخصية في الذكور التي تنتج كميات كبيرة من الأندروجينات ولكن كميات منخفضة من هرمون الاستروجين، هو السبب الذي يجعل الذكور بشكل عام ليس لها ثديًا بارزًا أو متطورًا نسبيًا بالنسبة للإناث.
كالسيتريول، الشكل الهرموني الفعال لـ فيتامين د، الذي يعمل من خلال مستقبلات فيتامين د (VDR)، وجد أنه منظم سلبي لتطور الغدة الثديية في الفئران، خلال سن البلوغ. بالإضافة إلى ذلك، تم إثبات أن عملية إزالة مستقلات فيتامين د قد أدت إلى زيادة استجابة أنسجة الغدة الثديية لدى الفئران إلى الإستروجين والبروجيستيرون، والذي كان يمثل زيادة في نمو الخلايا استجابة لهذه الهرمونات.
يمكن الإشارة إلى آلية محتملة للآثار التنظيمية السلبية لـ مستقبلات فيتامين د على نمو الثدي عن طريق دراسة مكملات فيتامين D3 في النساء، حيث وجد أن فيتامين D3 يمنع ظهور (cyclooxygenase 2 (COX-2 في الثدي، وبالتالي، يقلل ويزيد، على التوالي، مستويات البروستاغلاندين E2 (PGE2) و(TGF-β2)، وهو عامل تثبيط معروف في نمو الثدي. تبعاً لذلك، فإن إفراز COX-2 في نسيج الغدة الثديية ينتج تضخم الغدة اللبنية بالإضافة إلى نمو الغدة الثديية المبكرة في الفئران الإناث، مما يعكس النمط الظاهري للفئران الذين تم إزالة مستقبلات فيتامين د لديهم، ويظهر تأثير تنشيطي قوي لـ COX-2، والذي يتم تقليله بواسطة تنشيط مستقبلات فيتامين د في الغدد الثديية. أيضا وفقا لذلك، وجد أن نشاط COX-2 في الثديين يرتبط ارتباطًا إيجابيًا بحجم الثدي لدى النساء.

### عوامل النمو
ينتج الإستروجين والبروجسترون والبرولاكتين وكذلك GH / IGF-1 آثارهما على نمو الثدي عن طريق تعديل الإشارات الناتجة في نسيج الثدي من مجموعة متنوعة من عوامل النمو، بما في ذلك IGF-1، IGF-2، EGF، FGF، HGF، TNF-α، TNF-β، TGF-α، TGF-β، RANKL، وLIF. هذه العوامل تنظم النمو الخلوي، وتكاثرها، وتمايزها عبر تفعيل بعض الإشارات بين الخلايا والتي تتحكم في وظيفتها، مثل Erk، Akt، JNK، Jak .
استنادًا إلى الأبحاث التي أجريت على مستقبل عامل نمو البشرة (EGFR) في الفئران، فإن EGFR، وهو الهدف الجزيئي للـEGF، وTGF-α،  وجد أنها تكون ضرورية لنمو وتطور الغدد الثديية. الاستروجين والبروجسترون يتوسطان تطوير القنوات بشكل رئيسي من خلال تحريض تعبير مادة كيميائية تسمي (amphiregulin)، وبالتالي تنشيط EGFR. وفقًا لذلك، فإن علاج الفئران بالـamphiregulin أو بروابط EGFR أخرى مثل TGF-α أو heregulin يحفز تطوير القنوات في الغدة الثديية للفئران، هذه النتائج تحدث حتى في حالة عدم وجود هرمون الاستروجين والبروجسترون. لأن كلاً من IGF-1R وEGFR ضروريان بشكل مستقل لتطور الغدة اللبنية، كما وجد أن الجمع بين IGF-1 وEGF، من خلال مستقبلات كل منهما، يحفز نمو الخلايا البشرية الظهارية الثديية، وبالتالي فإن عوامل النمو يبدو أنها تعمل معًا في التوسط في نمو الثدي.
تم العثور على مستويات مرتفعة من HGF، وإلى حد أقل، IGF-1 (بنسبة 5.4 أضعاف و1.8 ضعف، على التوالي)، في الأنسجة اللحمية الثديية، في حالات كبر الثدي، وهي حالة نادرة جدًا جدًا.

## الرضاعة
عند الولادة، ينخفض الاستروجين والبروجيسترون بسرعة إلى مستويات منخفضة للغاية، حيث أن مستويات البروجسترون تكون غير واضحة. على العكس، تبقى مستويات البرولاكتين مرتفعة. بينما يعمل الاستروجين والبروجيسترون على تثبيط عملية تصنيع وإفراز اللبن نتيجة لإفراز البرولاكتين عن طريق كبت التعبير عن مستقبلات البرولاكتين (PRLR) في نسيج الثدي، فإن غيابها المفاجئ ي}دي إلى بدء إنتاج الحليب والرضاعة عن طريق البرولاكتين. قد يزيد التعبير عن PRLR في نسيج الثدي بمقدار 20 ضعفاً عندما تنخفض مستويات هرمون الاستروجين والبروجسترون عند الولادة. مع بداية الرضاعة من الرضيع، فإن البرولاكتين والأوكسيتوسين يتم إفرازهما ويستكملان عملية إنتاج الحليب وإفرازه. يثبط البرولاكتين إفراز LH وFSH، مما يؤدي بدوره إلى استمرار انخفاض مستويات هرمون الاستروجين والبروجسترون، ويحدث مؤقتًا انقطاع الطمث (غياب الدورة الشهرية). في غياب الإرضاع المنتظم، والذي يحافظ على تركيزات البرولاكتين عالية، تنخفض مستويات البرولاكتين بسرعة، وتستأنف الدورة الشهرية، وبالتالي ستعود مستويات الاستروجين والبروجسترون الطبيعية.

## حجم الثدي ومخاطر الإصابة بالسرطان
بعض العوامل في مورفولوجيا الثدي، بما في ذلك كثافته، تكون متورطة بوضوح في سرطان الثدي. في حين أن حجم الثدي قابل للتوريث بشكل كبير، فإن العلاقة بين حجم الثدي والسرطان غير مؤكدة. لم يتم تحديد المتغيرات الجينية التي تؤثر على حجم الثدي بعد.
من خلال دراسات ارتباطية على مستوى الجينوم، تم ربط مجموعة متنوعة من الجينات المسئولة عن تعدد الأشكال البيولوجية بحجم الثدي. بعض هذه الجينات تشمل rs7816345 بالقرب من ZNF703 (zinc finger protein 703)؛ rs4849887 وrs17625845 flanking INHBB (inhibin βB؛ rs12173570 بالقرب من ESR1 (ERα)؛ rs7089814 في ZNF365 ((zinc finger protein 365)؛ rs12371778 بالقرب من PTHLH (هرمون شبيه بالهرمونات الدرقية)؛ rs62314947 بالقرب من AREG (amphiregulin)؛
 وكذلك rs10086016 عند 8p11.23 وrs5995871 في متلازمة الحذف 22q13 (يحتوي على جين MKL1، الذي وجد أنه يعدل النشاط النسخي لل ERα). ويرتبط العديد من هذه الأشكال مع خطر الإصابة بسرطان الثدي، مما يكشف عن ارتباط إيجابي محتمل بين حجم الثدي وخطر الإصابة بسرطان الثدي. ومع ذلك، على العكس، تظهر بعض الأشكال المتعددة ارتباطًا سلبيًا بين حجم الثدي وخطر الإصابة بسرطان الثدي. في أي حال، خلص التحليل التلوي إلى أن حجم الثدي وخطر الإصابة بسرطان الثدي لهما صلة مهمة في الواقع.
ترتبط مستويات IGF-1 بشكل إيجابي مع حجم الثدي لدى النساء. بالإضافة إلى ذلك، يرتبط غياب التكرار الشائع 19 في جين IGF1 ارتباطًا إيجابيًا بكثافة الثدي عند النساء، وكذلك مع مستويات IGF-1 العالية أثناء استخدام وسائل منع الحمل عن طريق الفم مع التقليل من الانخفاض الطبيعي المرتبط بالسن في توزع IGF-1 في هؤلاء النساء. هناك تباين كبير في انتشار الأليل IGF1-19 المتكرر بين المجموعات العرقية، وقد وجد أن غيابه يكون أعلى بين النساء الأفريقيات الأمريكيات.
ارتبط تعبير COX-2 بشكل إيجابي مع حجم الثدي والالتهاب في نسيج الثدي، وكذلك مع خطر سرطان الثدي وتشخيصه.